# Oreo
Oreo (/ˈɔːrioʊ/ pronunciado en inglés) es una marca de galletas tipo sándwich creada por la compañía estadounidense Nabisco, una división de Mondelēz International y Kraft Foods, caracterizada por estar constituida por dos galletas negras circulares unidas por un dulce cremoso blanco en el centro. Las oreos originales eran de galleta de chocolate negro fuerte y crema de vainilla, aunque en la actualidad existen multitud de variedades, manteniendo el estilo básico de diseño y preparación.
De acuerdo con Kraft Foods Company, es considerada como una de las galletas más vendidas en Estados Unidos y distintas partes del mundo. En marzo de 2012, la revista Time informó que las galletas Oreo estaban disponible en más de 100 países diferentes, donde Estados Unidos, China, Venezuela, Canadá e Indonesia completan los 5 primeros países en términos de ventas.

## Etimología
El origen del nombre de Oreo es desconocido, pero existen muchas teorías, incluyendo las derivaciones de la palabra francesa 'Or', es decir, el oro, o la palabra griega 'Oreo', que significa hermoso, agradable o bien hecho. Otros creen que la galleta fue nombrada Oreo porque era corto y fácil de pronunciar. El nombre de Oreo se origina de una ciudad griega antigua Óreo, y a Oreo, dios del monte Otris, en Málide (sur de Tesalia) y es un Ourea, según la mitología griega. Otra de las teorías existentes es que la «o» simbolice las dos galletas, y «re» la crema.

## Historia

El diseño registrado de la cara de una galleta Oreo.

La «Oreo Biscuit» fue creada en Chelsea, Manhattan, Nueva York, en el año 1912 por la National Biscuit Company (hoy conocida como Nabisco), e introducida en el mercado el mismo año. En la actualidad, este mismo bloque de la avenida donde se creó se conoce como «Camino Oreo». La primera Oreo fue vendida el 6 de marzo de 1912 a un tendero en Hoboken, Nueva Jersey. El nombre Oreo fue registrado por primera vez el 14 de marzo de 1912.
Fue lanzada como una imitación de la galleta de la competencia, Hydrox, que fue introducida en 1908, y producida por Sunshine Company, que después de haber registrado pérdidas de mercado ante Oreo, fue retirada en 1996. El diseño original de la galleta contó con una corona de flores alrededor del borde de la galleta y el nombre «Oreo» en el centro.
El Oreo Biscuit fue rebautizado en 1921 a «Oreo Sandwich». Un nuevo diseño para la galleta fue introducido en 1924. En 1948, el sándwich de Oreo fue rebautizado como «Oreo Creme Sandwich»; que fue cambiado en 1974 a «Oreo Chocolate Sandwich Cookie». El actual diseño de Oreo fue desarrollado en 1952 por William A. Turnier, para incluir el logotipo de Nabisco.
En el caso del relleno de la galleta Oreo, fue desarrollado por el director científico de alimentos de Nabisco, Sam Porcello. Porcello creó cinco patentes directamente relacionadas con su trabajo en Oreo. También creó una línea de galletas Oreo cubiertas de chocolate negro y el chocolate blanco. Porcello se retiró de Nabisco en 1993.
A principios de 1990, los problemas de salud impulsaron a Nabisco a reemplazar la manteca en el relleno con aceite vegetal parcialmente hidrogenado. A partir de enero de 2006, las galletas Oreo reemplazaron la grasa trans en las galletas con aceite vegetal no hidrogenado.

## Descripción

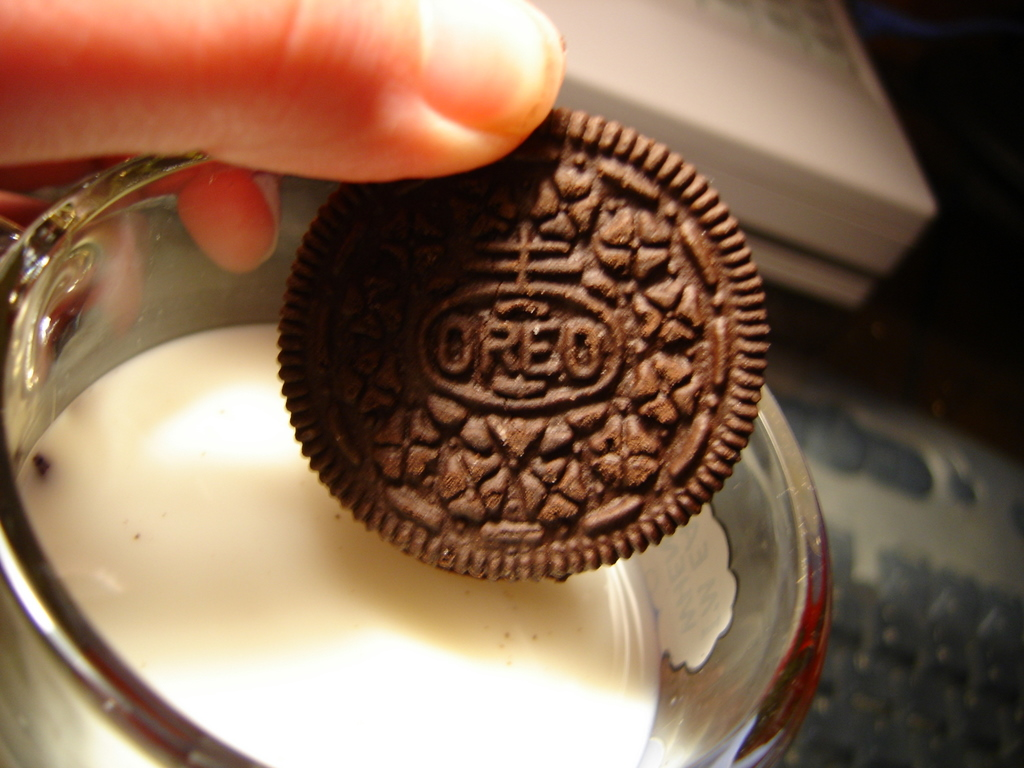
Galleta Oreo y un vaso de leche.

Estas galletas consisten en dos galletas circulares de chocolate con un relleno dulce blanco (normalmente denominado «crema», aunque técnicamente no lo es) aplastado entre estas. Originalmente, las oreos eran bastante abultadas, un aspecto que explica su nombre («colina» en griego).[cita requerida] Generalmente Oreo en sus campañas destaca el hecho de sumergir estas galletas en leche y también el abrirla, lamer la «crema», cerrarla, y luego probarla. El moderno diseño de Oreo permite su degustación de diversas formas y hay de muchas variedades

## Producción
De acuerdo con un comunicado de Kim McMiller, director asociado de Relaciones con el Consumidor, un proceso de dos etapas se utiliza para hacer las galletas Oreo. La masa de pastel y la base están formadas en las galletas por un molde rotativo a la entrada de un horno de 300 pies (91.44 m) de largo. 
Gran parte de la producción de la Oreo actual se realiza en la fábrica de Kraft/Nabisco en Richmond, Virginia, además de tener plantas en Nueva Jersey, Chicago y Oregón. También se produce en una planta en México, donde la construcción de cuatro líneas de producción sustituirían a nueve líneas de producción más viejas en la instalación de Chicago, que sigue en funcionamiento.
Las galletas Oreo para los mercados asiáticos se fabrican en Indonesia, India y China, a excepción de Japón, donde Oreo fue fabricada localmente bajo la marca «Yamazaki-Nabisco». Las galletas Oreo para Europa se fabrican en la localidad de Viana , España y en Ucrania, para los consumidores en varios países de la CEI. Las galletas Oreo vendidas en Australia se fabrican en Indonesia (anteriormente en China) o España, según el sabor. La versión canadiense producida (y vendida bajo la marca Christie) incluye el aceite de coco y se vende solamente en esa región. La fabricación de galletas Oreo en Pakistán comenzó a principios de 2014 en la planta de producción de galletas Continental Limited en Sukkur, en colaboración con Mondelēz International del Reino Unido y Continental Biscuits Limited de Pakistán. Para 2015 también se inició la producción de estas galletas en Rusia en las instalaciones de Vladimir y Nóvgorod.
Las galletas Oreo para los mercados latinoamericanos se fabrican en Argentina, Perú y Venezuela, teniendo una gran distribución en los países de la zona.

## Variedades de Oreo
No todas las variedades están recogidas, y no todas están disponibles en todos los países. A continuación se enumera algunas de las variedades de la galleta.

### Otras formas

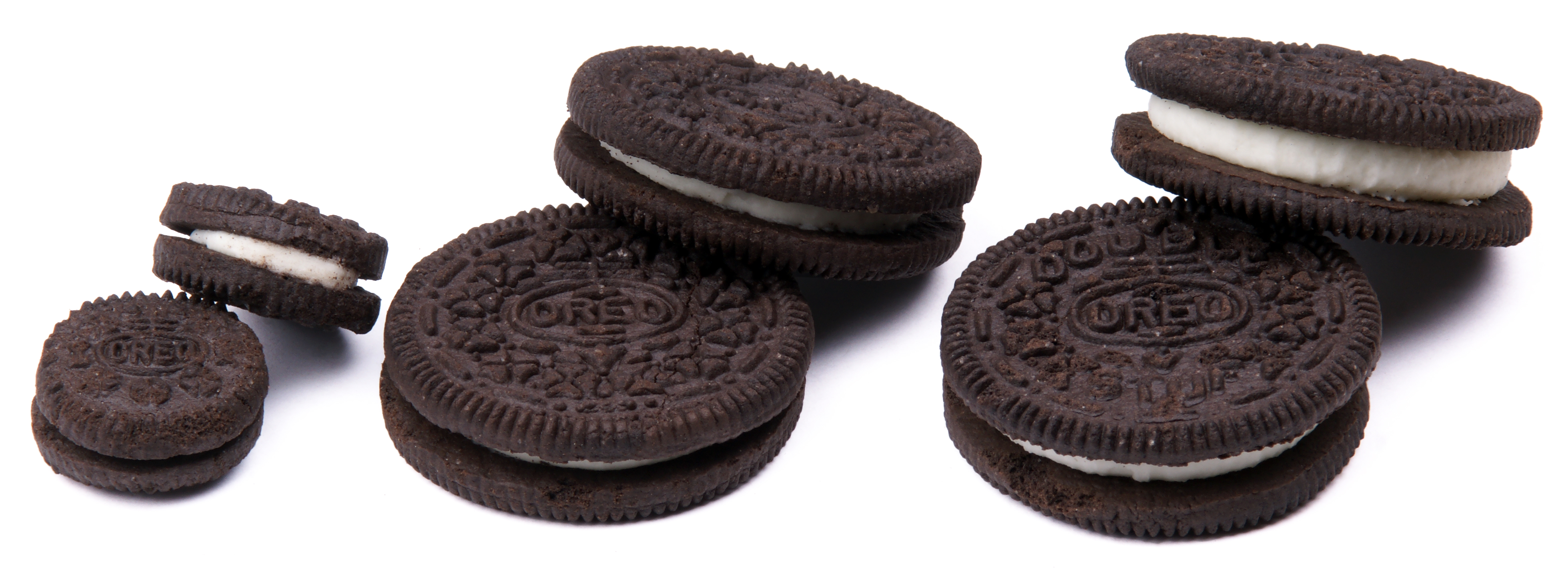
Variantes en tamaño de Oreo: Oreo Mini (izquierda), Oreo regular (centro) y Oreo Double Stuff (derecha).

- Oreo tradicional - La original (galletas de chocolate semiamargo de la compañía Hershey's y crema sabor vainilla).
- Oreo Double Stuff - Una galleta Oreo con más relleno que la regular.
- Oreo Wafer - Versión de Oreo que consiste en una oblea bañada en chocolate con relleno de vainilla.
- Mini Oreos - Es la versión en miniatura de las oreos corrientes. Es llamada «tamaño de mordisco» y viene empacada en bolsas individuales.
- Oreo Stick - Barquillas de galleta Oreo con crema de vainilla en su interior. Producto disponible en Japón

- Oreo Thins - son versiones delgadas de estas galletas. Tienen solamente 40 calorías por galleta. Es 66% más delgada, y un 33% menos por cada bolsa en mismo costo.
- Oreo O's - Un cereal con forma de círculos de chocolate.
- Helado de Oreo - Un helado mezclado con Oreos y helado de vainilla. Breyers hace este helado en Estados Unidos, mientras que Nestlé lo fabrica en Canadá
- Oreo en barra - Una variación de barra de dulce de la galleta, contiene la galleta y crema más una cubierta de chocolate y dulcecitos encima.
- McFlurry Oreo - La cadena de restaurantes McDonald's introdujo este concepto para su helado batido McFlurry, mezclando las galletas con helado de vainilla, y con una cubierta de chocolate y vainilla. El chocolate es sustituido por dulce de leche en algunos países.
- Blizzard de Oreo - La cadena de heladerías Dairy Queen introdujo en sus locales el helado con galletas oreo, y en algunas temporadas sacaron variedades como Oreo con frutos rojos y Oreo con menta, aunque de todas maneras venden otra variedad de helados con esa galleta.
- Cup 'O Dirt - No es exactamente una Oreo, sino una taza de pudín de chocolate y Oreos triturados en la parte superior con lombrices de goma.
- Oreo Cakesters - Son pastelitos de chocolate suave con vainilla o crema de chocolate en el centro.

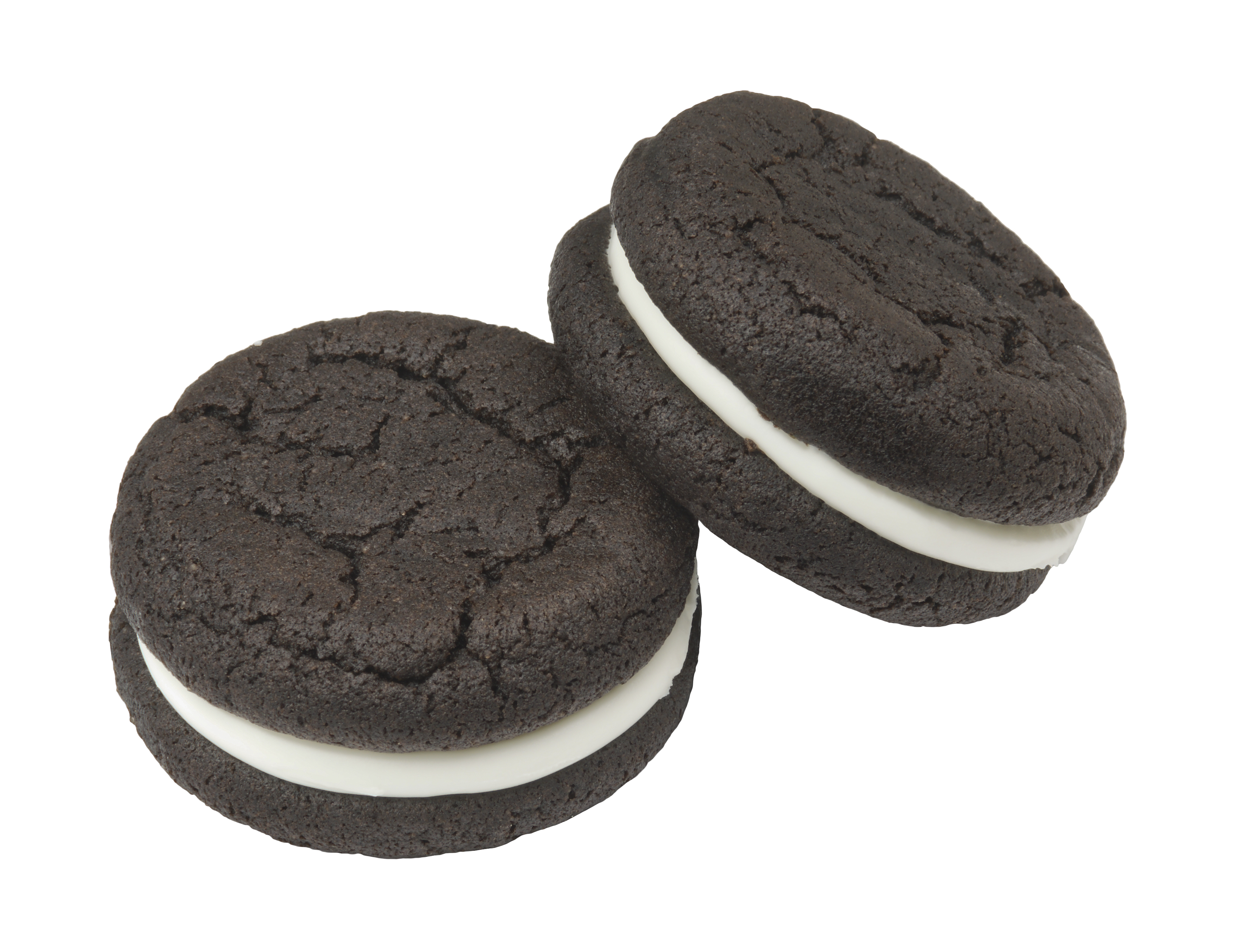
Oreo Cakesters.

- Oreo Chocolate Candy Bar - Una barra de chocolate con una galleta Oreo rectangular y relleno de crema cubierto de chocolate con leche.
- Oreo Milkshake - Es una receta de Kraft Foods que consta de galletas Oreo, leche, helado de vainilla y jarabe de chocolate.

- Oreo Suchard - Es el turrón de chocolate Suchard con pequeños trozos de galleta Oreo.
- Oreo Vinotinto - Igual a la Oreo clásica pero las galletas de chocolate son de color rojo. Estas se crearon para promocionar la selección venezolana de fútbol y solo fueron distribuidas en Venezuela[16]
- Oreo sin Gluten - El 29 de abril de 2024, Oreo lanzó una versión de las originales pero sin gluten [17]

### Otros sabores

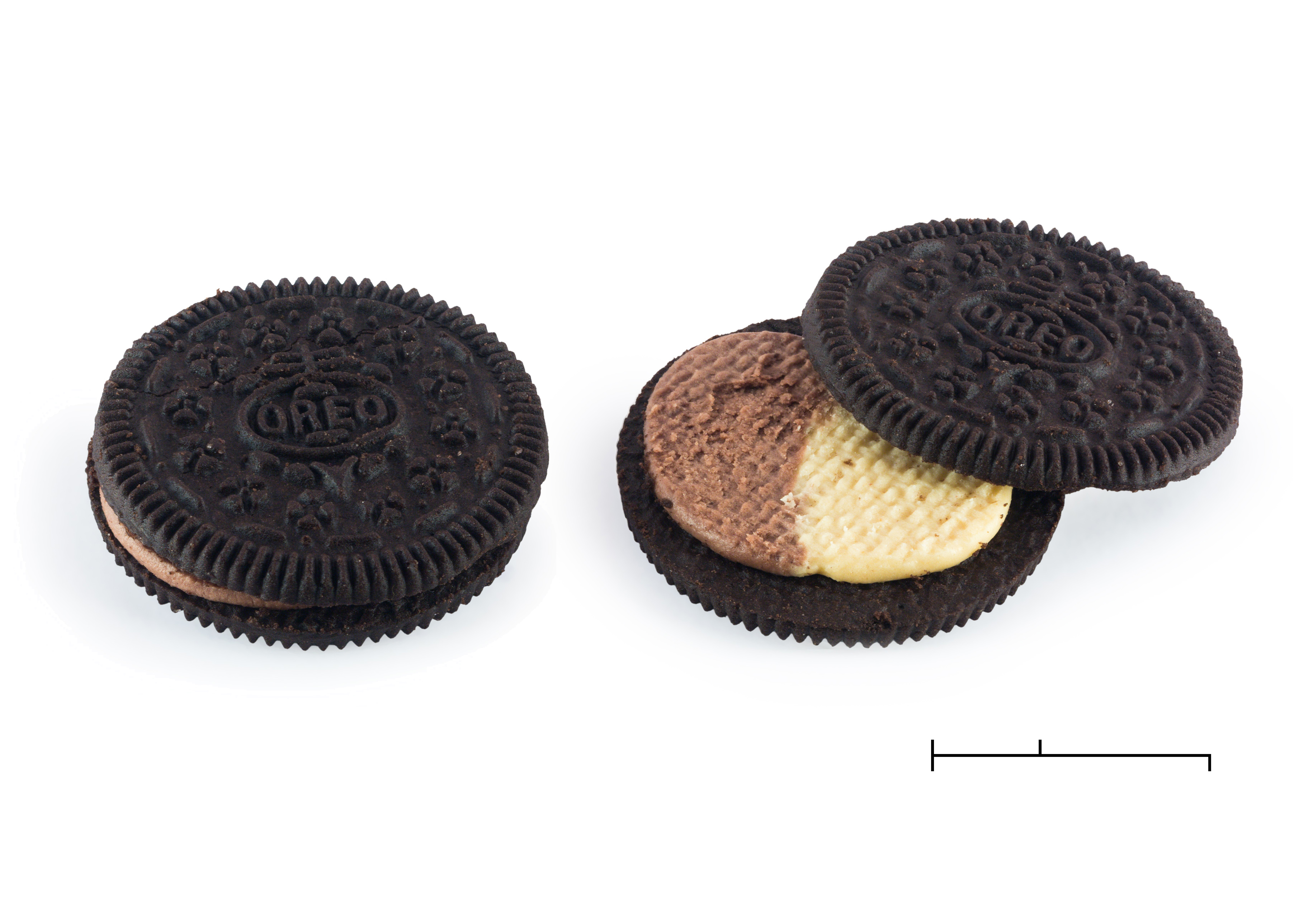
Oreo de crema de mantequilla de maní y chocolate.

- Oreo Dúo - Oreo combinada con una original y una dorada con crema en la mitad de oreo blanca y de chocolate. Existen otras ediciones en frutilla o dulce de leche y chocolate (Argentina y Colombia).
- Oreo Golden (Dorada) - Sabor a vainilla con el tradicional relleno blanco. En algunos países es llamada Oreo Vainilla.

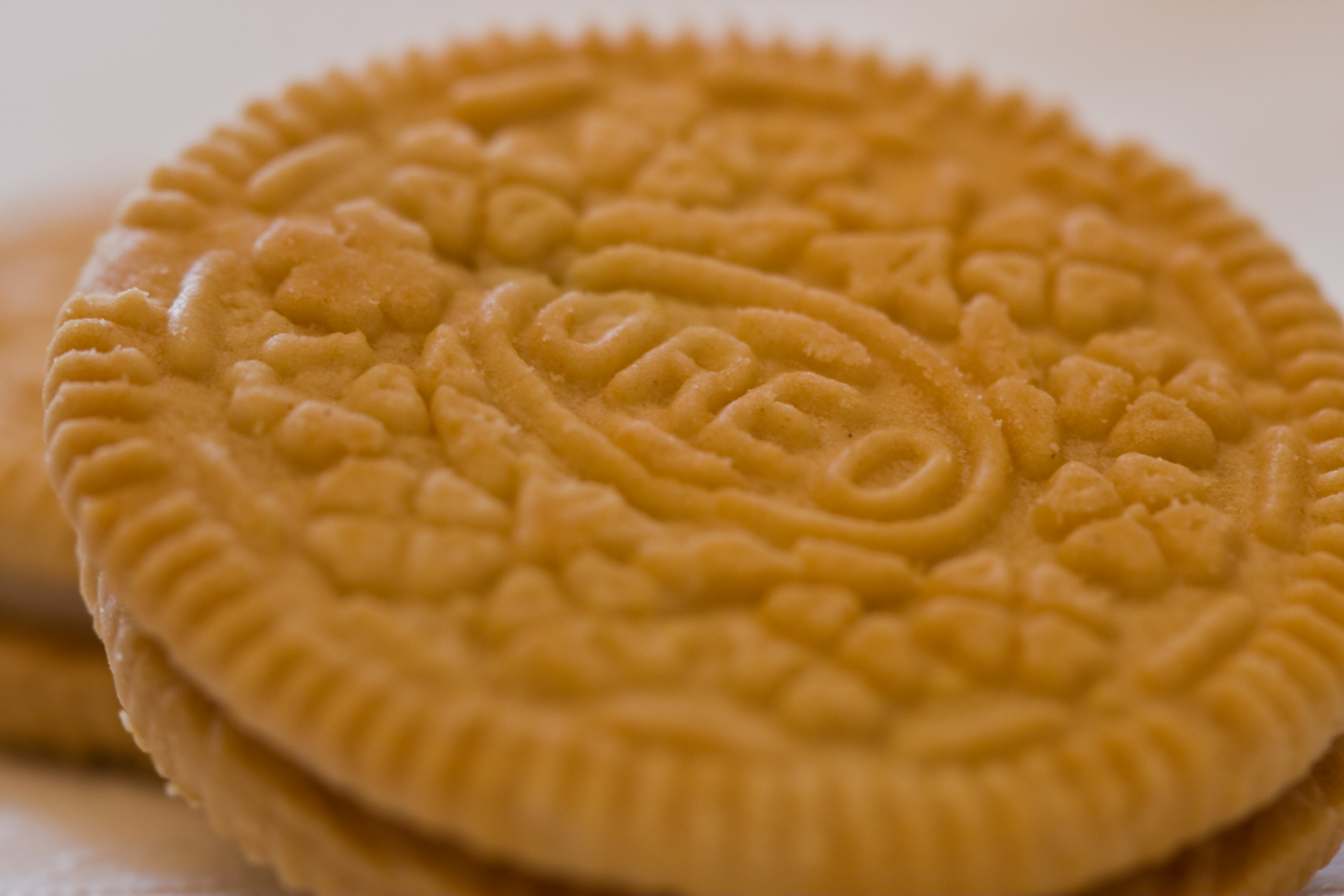
Oreo Dorada (o vainilla).

- Oreo Chips de Chocolate - Es la misma galleta Oreo tradicional, la diferencia es que sabe a brownie y en su interior tiene mezclados chips de chocolate con la crema. Está disponible en Estados Unidos.
- Oreo Limón - Galleta verde con relleno extra fuerte sabor a limón. Está disponible en México y Perú.
- Oreo Dark - Sabor extra chocolate oscuro (chocolate fuerte).
- Double Stuff Peanut Butter Creme Oreos - Una Oreo con doble porción de relleno sabor a mantequilla de maní.
- Double Stuff Chocolate Creme Oreos - Una Oreo con doble porción de crema con sabor a chocolate.
- Oreos con crema de colores - En vez de crema blanca, estas oreos contienen crema pintada de cierto colores. Son vendidas en ciertas épocas del año (naranja en Halloween, rojo y verde en Navidad, azul y amarillo durante la primavera, etcétera).
- Oreos con crema de chocolate - Contienen crema con sabor a chocolate de la compañía Hershey's a cambio de la tradicional crema blanca. Una galleta similar con el nombre de Fudgee-O (también de Nabisco) es hecha (y está disponible) en Canadá.
- Oreos cubiertas - Como la galleta tradicional, pero recubierta de chocolate con leche. También se le conoce como Oreo Fudge.
- Oreos con cubierta blanca - Oreos con una cobertura dulce de chocolate blanco (estas se venden usualmente en invierno o época de Navidad, para simbolizar la nieve).
- Oreos Doble Deliciosas - Oreos con dos distintos sabores de relleno en la misma galleta:
  - Mantequilla de maní y Chocolate - El relleno es mitad mantequilla de cacahuete y mitad de crema de chocolate.
  - Crema y menta - El relleno es mitad crema blanca y mitad sabor a menta.
- Oreo Crema y café - El relleno es mitad crema blanca y mitad crema de café.
- Oreo Café - El relleno es de crema de Café. Está disponible en Venezuela.
- Uh-Oh! caqui - Los sabores de la galleta son al revés: las galletas vienen con sabor a vainilla y la crema es de chocolate. El nombre viene de un comercial de televisión para la galleta, en el que un pequeño niño exclama «Uh-oh!» después de ver cómo la fábrica funciona mal y crea una galleta con sabores invertidos.
- Sándwiches de helado de Oreo - Como la galleta de obleas largas y helado de Oreo en la mitad (sin los grandes pedazos de Oreo en él). Breyers hace este helado en Estados Unidos mientras que Nestlé lo hace en Canadá.
- Jell-O Oreo Pudding - Pudín de chocolate Jell-O en el fondo y en lo alto, con vainilla en el medio.
- Oreo Yogur de Fresa - Galleta oreo de chocolate con relleno de yogur de fresa. Está disponible en Venezuela como Oreo Merengada.
- Oreos de películas - Se caracterizan por tener un color de crema diferente en alusión a la película promocionada. Entre las ediciones se han encontrado Los Simpson: la película (2007) de crema amarilla, Transformers: Age of Extinction (2014) de múltiples colores, Río (2011) de crema azul, entre otras. La disponibilidad por países es variable.
- Oreo Banana - Oreo clásica con relleno color amarillo y sabor plátano.
- Oreo Banana Split - Oreo doble de chocolate y vainilla con relleno multicolor sabor helado de fresa y plátano.
- Oreo Alfajor - Triple galleta Oreo de chocolate envuelta en fudge estilo alfajor, disponible en Argentina y Uruguay.
- Oreo Dulce de Leche - Oreo clásica con relleno color beige y sabor dulce de leche disponible en Colombia y Argentina.
- Oreo Milkshake Frutilla - Oreo de color rosado y relleno sabor frutilla, disponible en Argentina y Uruguay.
- Oreo Red Velvet - Oreo de color rojizo y relleno sabor a queso crema.
- Oreo Blueberry Pie - Oreo de vainilla con relleno azulado sabor a pastel de moras.
- Oreo Sandía - Oreo de vainilla con crema verde y roja sabor a sandía.
- Oreo Gingerbread - Oreo de vainilla con relleno sabor a galleta de jengibre.
- Oreo Soft Cookies - Oreo tradicional solo que la galleta es suave, pero con el mismo sabor de siempre, también disponible con crema de chocolate. Fue un producto por tiempo limitado en Japón.
- Oreo de Té Verde - Introducido para China y Japón.
- Oreo Blueberry Ice Cream - Oreo clásica con relleno morado sabor a helado de moras azules. Fue vendida en Indonesia.
- Oreo Manzana y Caramelo - Oreo de vainilla con crema verde y dorada sabor a manzana y caramelo.
- Oreo Naranja y Mango - Oreo clásica con cremas de color anaranjado sabor a naranja y mango, vendido en China.
- Oreo Orgánica - son simples galletas Oreo hechas con sabor orgánico y azúcar orgánica.
- Oreo Limonada - Oreo de vainilla con relleno verde sabor a limonada.
- Oreo Ponche de Frutas - Oreo de vainilla con relleno rojizo y polvoreado sabor a jugo de frutas.
- Cool Mint Crema Oreo - son un doble Stuff Oreo con relleno ligero de crema de menta.
- Oreo Cerveza - Oreo de vainilla con relleno blanco y dorado sabor a cerveza de raíz.
- Oreo Cinnamon Bun - Oreo de vainilla con relleno blanco sabor a rollos de canela.
- Oreo Cotton Candy - Oreo de vainilla con crema de doble color y sabor a algodón de azúcar.
- Oreo Birthday Cake - Oreo clásica con relleno blanco con gusto a crema batida y con chispas de colores, similar a un pastel de cumpleaños.
- Oreo Caramel Coconut - Oreo clásica con relleno de caramelo y coco rallado esparcido.
- Oreo Chocolate Marshmallow - Oreo clásica con relleno de malvavisco bañado en chocolate.
- Oreo S'Mores - basado en el popular dulce S'More, Oreo de vainilla con relleno doble de malvavisco y chocolate.
- Oreo Churro - Típica galleta de sabor fuerte con relleno sabor churro, un postre típico de España llegado a México a principios del siglo XX, que consiste en masa frita en aceite vegetal cubierta en azúcar y canela.
- Oreo Cocada - Galleta clásica con relleno sabor cocada, un dulce de Latinoamérica que consiste en coco rallado con panela (piloncillo), canela y clavo de olor.
- Oreo Cajeta Quemada - Típica galleta oscura con relleno sabor Cajeta Coronado,  dulce de leche de cabra originario de San Luis Potosí, México.

## Popularidad
Es tal la popularidad en algunos países que las demás compañías galleteras han lanzado productos similares para emularlas. Tal es el caso de Venezuela, donde existen marcas como Elite de José Puig, Sucesores (Galletas Puig), Tip Top de Galletera Caledonia o también la empresa McKay de Chile hace lo propio bajo la marca Tritón.
La marca Oreo a pesar de estar registrada por Nabisco ha pasado a ser marca vulgarizada para las galletas de su tipo.